# Гуадалавіар (Теруель)
Гуадалавіар (ісп. Guadalaviar) — муніципалітет в Іспанії, у складі автономної спільноти Арагон, у провінції Теруель. Населення — 243 особи (2010).
Муніципалітет розташований на відстані близько 170 км на схід від Мадрида, 50 км на захід від міста Теруель.

## Демографія
Динаміка населення (INE ):

## Галерея зображень

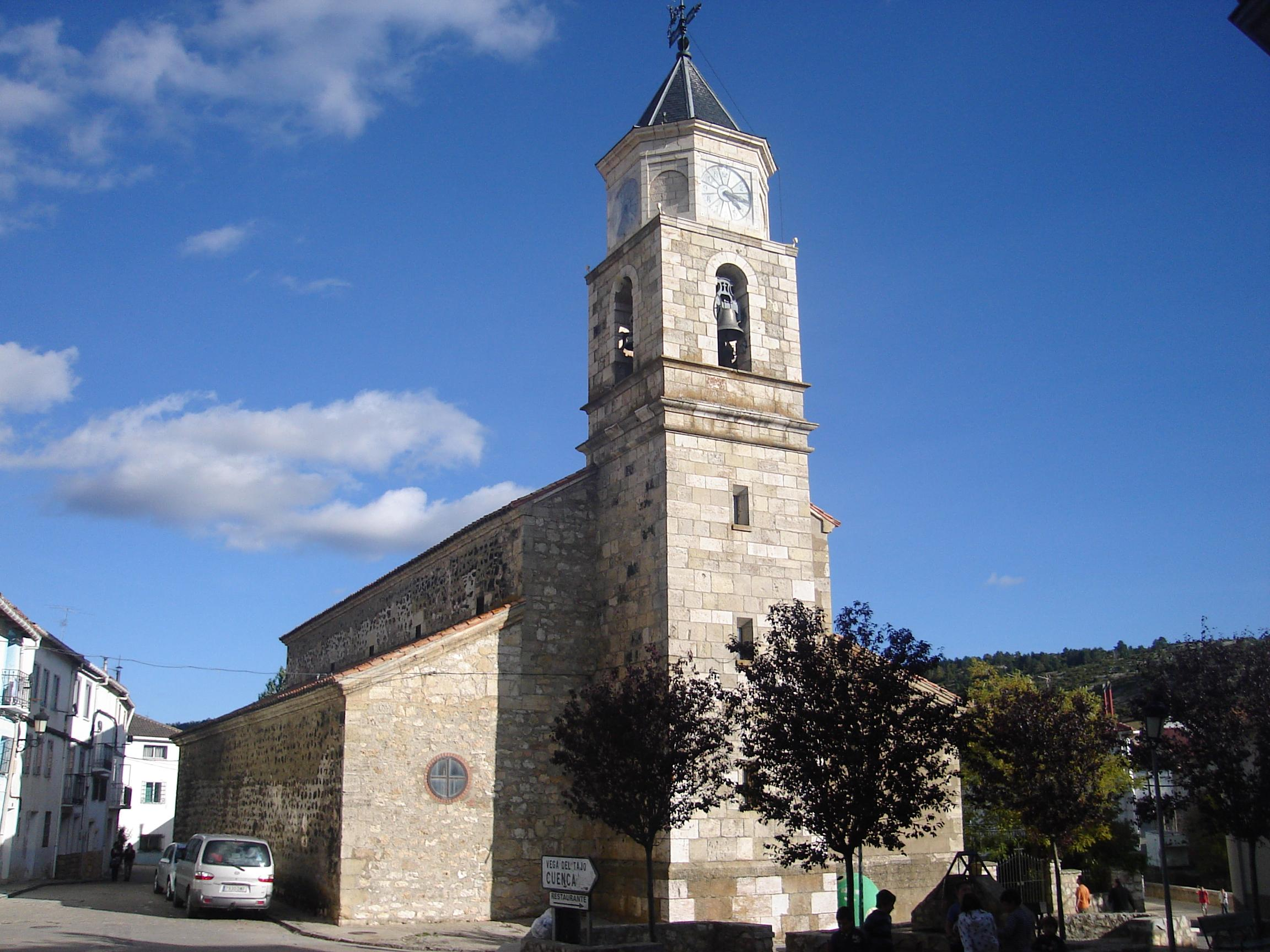
Церква Сантьяго-ель-Майор